# Kincardine (Fife)
Kincardine (gael. Ceann Chàrdainn, także Kincardine-on-Forth) – wieś w środkowej Szkocji, w hrabstwie Fife, położona na północnym brzegu rzeki Forth, w miejscu, gdzie przechodzi ona w zatokę Firth of Forth. W 2011 roku wieś liczyła 2834 mieszkańców.
Miejscowość założona została w 1663 roku; teren ten był wcześniej podmokły. Dawniej ważny port handlowy i ośrodek szkutnictwa, a także przemysłu alkoholowego produkcji soli i wydobycia węgla. Funkcjonowała tu przeprawa promowa na głównym szlaku łączącym hrabstwa Fife i Kinross-shire na północnym wschodzie z południowo-zachodnią częścią Szkocji. W 1936 roku w jej miejscu otwarty został most Kincardine Bridge, wówczas najbardziej na wschód wysunięta przeprawa drogowa przez zatokę Firth of Forth. W XX i na początku XXI wieku znaczący ośrodek produkcji energii elektrycznej – elektrownie węglowe Kincardine (375 MW, otwarta 1962, zburzona 2001) i Longannet (2304 MW, czynna 1970–2016).
W Kincardine urodził się fizyk i chemik James Dewar (1842–1923).